# Centre Sèvres
Das Centre Sèvres, auch Centre Sèvres – Facultés jésuites de Paris, ist eine jesuitische Privatuniversität in Paris.

## Geschichte
Die Hochschule mit den Fachrichtungen Theologie und Philosophie wurde 1974 durch die Zusammenlegung der Theologischen Fakultät in Lyon-Fourvière und der Philosophischen Fakultät in Chantilly gegründet. Namensgeber war der Sitz an der Rue de Sèvres in Paris, neben der Kirche von St. Ignatius (Église Saint-Ignace de Paris). Träger ist die jesuitische Ordensprovinz in Frankreich.
Gemäß der von Papst Johannes Paul II. verfassten Apostolischen Konstitution Sapientia Christiana „Über die kirchlichen Universitäten und Fakultäten“ vom 15. April 1979 und der Verordnungen der Kongregation für das Katholische Bildungswesen am 18. Juni 1986 erfolgte die päpstliche Anerkennung.
An der Hochschule wurden ursprünglich ausschließlich Angehörige des Jesuitenordens ausgebildet, mittlerweile können sich auch andere Ordensmitglieder und Laien für die Lizentiats-, Master- und Doktoratsstudien einschreiben.

## Organisation
Fakultäten
- Fakultät für Philosophie
- Fakultät für Theologie

Abteilungen
- Ästhetik (Esthétique)
- Biomedizinische Ethik (Éthique biomédicale)
- Öffentliche Ethik (Éthique publique)
- Religionen und Kulturen (Religions et Cultures)
- Spiritualität und religiöses Leben (Spiritualité et Vie religieuse)
- Patrologie (Études patristiques)

Institute
- Ricci-Institut für Chinesische Studien (Institut Ricci de Paris - Centre d’études chinoises)

Präsidenten
- 1985–1991: Henri Madelin
- 1991–1997: Pierre de Charentenay
- 1997–2003: François-Xavier Dumortier
- 2003–2009: Michel Fédou
- 2009–2015: Henri Laux[2]
- 2015–2017: François Boëdec[3]
- seit 2017: Étienne Grieu